# Estamariu
El municipi d'Estamariu, de 21 km², està situat a la part nord-oriental de la comarca de l'Alt Urgell, anomenat Estimariu fins al 1983.
El nom d'Estamariu apareix documentat en l'acta de consagració de la catedral d'Urgell (Stamariz) i és d'arrel bascoide. La vila d'Estamariu està documentada el 893.
Dins del terme hi ha les restes de l'antic monestir de Sant Vicenç de Pinsent, l'església del qual fou construïda sota una balma. Als afores del poble, vora la carretera que s'enfila cap a Bescaran, trobarem l'església romànica de Sant Vicenç, un interessantíssim exemple de la implantació a Catalunya de les formes llombardes i les estructures basilicals. Va quedar sense culte, actualment està reconstruït l'edifici i s'han recuperat bona part de les pintures romàniques dels absis.

## Història
Amb el nom de Stamari consta en l'acta de consagració de la catedral de la Seu, de l'any 819. Al determinar-se, en una escriptura de l'any 996, les afrontacions del castell Carcolze, es parla d'Stamarice. En el testament atorgat el 1141 per Pere Ramon, vescomte de Castellbò, deixà totes les possessions a la seva esposa Sibil·la de Cerdanya en usdefruit fin que el seu fill fos armat cavaller retenint llavors el castell d'Estamariu i altres que anomena, que haurien de passar després de la mort d'aquella als seus fills Ramon i Pere.
Roger Bernat, vescomte de Castellbò el 1335, concedí a perpetuïtat als homes del castell de Torres el dret de pastoreig en els termes del castell d'Estamariu, mitjançant un cens anual. En el seu estudi vers el vescomtat de Castellbò, Miret i Sans fa durant la guerra del comte Mateu de Foix i confiscar-los els seus béns, <la torre ubicada en el terme d'Estamariu anomenada comunament la torre del vescomte de Castellbò> fou donada per Guerau de Guimerà, comissari de la reina i, per delegació seva, per Joan Cadell, senyor dels castells de Vilanova i Arsèguel, al donzell P. d'Enveig.

## Geografia
- Llista de topònims d'Estamariu (Orografia: muntanyes, serres, collades, indrets..; hidrografia: rius, fonts...; edificis: cases, masies, esglésies, etc).

## Demografia
| 1497 f | 1515 f | 1553 f | 1717 | 1787 | 1857 | 1877 | 1887 | 1900 | 1910 |
| ------ | ------ | ------ | ---- | ---- | ---- | ---- | ---- | ---- | ---- |
| -      | 16     | 20     | 160  | 181  | 444  | 341  | 383  | 299  | 313  |

| 1920 | 1930 | 1940 | 1950 | 1960 | 1970 | 1981 | 1990 | 1992 | 1994 |
| ---- | ---- | ---- | ---- | ---- | ---- | ---- | ---- | ---- | ---- |
| 299  | 213  | 228  | 199  | 166  | 157  | 135  | 138  | 133  | 133  |

| 1996 | 1998 | 2000 | 2002 | 2004 | 2006 | 2008 | 2010 | 2012 | 2014 |
| ---- | ---- | ---- | ---- | ---- | ---- | ---- | ---- | ---- | ---- |
| 135  | 131  | 123  | 127  | 122  | 117  | 115  | 118  | 122  | 119  |

| 2016 | 2018 | 2020 | 2022 | 2024 | 2026 | 2028 | 2030 | 2032 | 2034 |
| ---- | ---- | ---- | ---- | ---- | ---- | ---- | ---- | ---- | ---- |
| 119  | 119  | 125  | 128  | 132  | -    | -    | -    | -    | -    |

## Etimologia

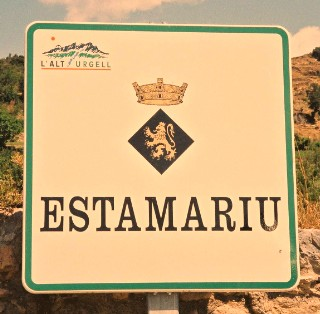
Rètol a l'entrada del poble.

Una llengua que podem anomenar «bascoide» va ser el vehicle d'expressió de tota l'àrea pirinenca compresa entre els Pallars, l'Alta Ribagorça, Andorra, la Cerdanya, el Conflent i l'Alt Urgell, ben bé fins al s. V-VI. Es pot observar una mitjana d'un 50% de toponímia d'origen bascoide a tot el Pirineu en topònims com: Erts (a la Massana, a Andorra), «erts»: riba; Arans (a Ordino), «aratza»: espiga; Dorres, «iturri»: font; Bar o Estavar, «bar»: baix; «aran»: vall. A aquest grup s'hi pot afegir el nom d'Estamariu. Un cop arribada la influència dels romans, hi haurà una recíproca acció del substrat bascoide, el resultant a poc a poc s'anirà catalanitzant, el poder de La Seu i la seva cultura seran factors decisius tant de la romanització com de la posterior catalanització. Pertocant a Estamariu, si el nom primitiu acabés d'aquesta manera, si no fos una realitat ben pirinenca, podríem intentar un estudi del nom fent-lo hereu d'una influència germànica pel seu acabament en «-riu» (com Arderiu, Vilopriu, Montsoriu...), amb un valor de «vila o pagus de...» (Arderiu: vila o pagus d'Hardaric + i), però això no ens sembla probable perquè les primeres formes trobades del nom seran «Stamariz» (acta de consagració i dotació de Santa Maria d'Urgell, a. 819-839), «Stamaritz» (acta de dotació de l'església de Santa Maria de Ripoll, a. 888), «Estamarice» (a. 893, document de venda d'una sesterada de terra «in billa Estamarice»), i també «Istamarice», «Stamarit», «Stamarice», «Estama-rice», «Stamarix»... El Diccionari Català-Valencià-Balear el fa venir de «ipsu tamarice». És difícil entendre com aquesta terminació llatina «-ice» ha pogut esdevenir «-itz», «-ix». El Dr. Joan Coromines indica que podria venir de «esta-», del basc «esto»: tanca/clos, i de «-mariz» o de «-maritz»: roure, sufix també basc. El clos, la pleta, el tancat del roure. Wilhelm Meyer-Lübke va ser un dels primers a defensar l'ascendència bascoide d'aquest nom.

## Esglésies i monestirs
Dins del terme d'Estamariu, hi ha l'actual església parroquial dedicada a Santa Cecília i l'església romànica de Sant Vicenç que havia estat el primer temple parroquial. Queden vestigis d'una ermita o capella dedicada a santa Cecília, una paret de l'antiga capella de sant Serni i les restes del monestir de Pinsent.

## L'església parroquial

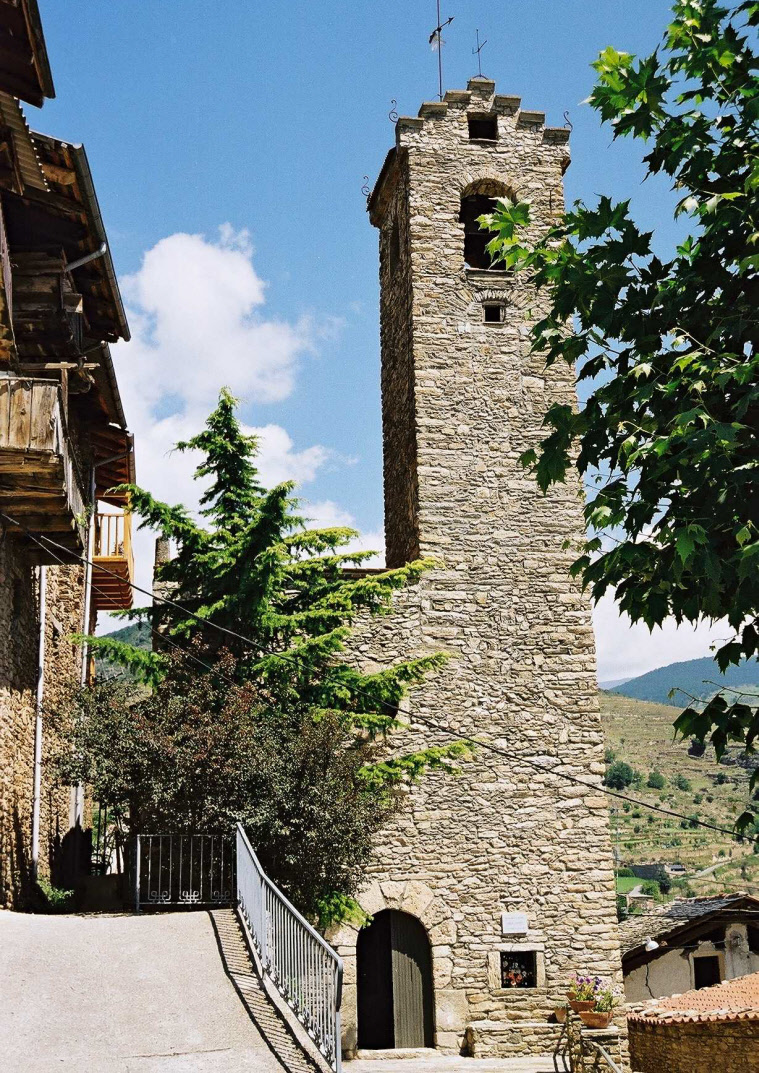
Església de Santa Cecília.

L'actual església parroquial, del segle xvii, va ser dedicada en un principi a santa Cecília. Fins al mes de novembre de l'any 1997, però, tenia a l'altar major la imatge de sant Vicenç, a un costat, a la paret de l'esquerre, la de santa Cecília i, a la de la dreta, una imatge del Sagrat Cor. Des de finals de 1997, comparteixen tots tres la paret central de l'altar, després d'una remodelació de l'església. Sant Vicenç i santa Cecília comparteixen, també, el patronatge del municipi. A més d'aquests sants de l'altar major, hi ha una marededeu del Roser (lateral esquerre), una marededeu dels Dolors (capella lateral de la dreta) i un santcrist.
La nau és rectangular, coberta amb una volta de llunetes barroca, de capçada quadrada. El campanar és de planta quadrada amb dos pisos de finestres, però les inferiors han estat tapiades. Té dues campanes, la maquinària d'un antic rellotge manual i l'actual rellotge automàtic i elèctric, instal·lat l'any 1994.
La festa de Santa Cecília se celebra el 22 de novembre i la de Sant Vicenç el 22 de gener. La festa major del poble és el segon diumenge d'octubre.

## L'església de Sant Vicenç

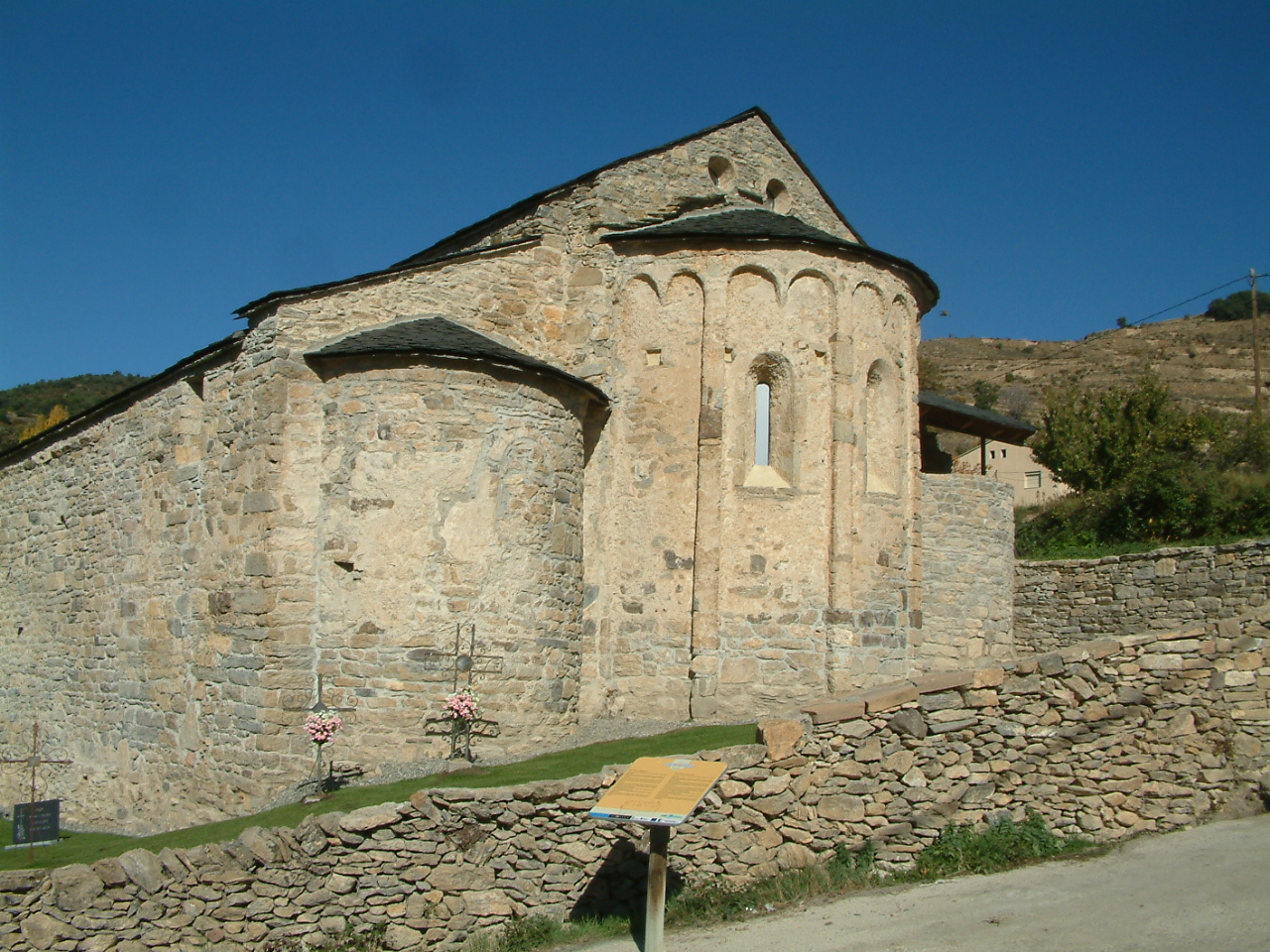
Absis de Sant Vicenç d'Estamariu

És una església romànica, al costat del cementiri vell del poble, vora la carretera que va a Bescaran.

## L'església de Sant Serni
En dos documents, un de l'any 893 i l'altre del 1019, hi ha una referència a l'església de Sant Sadurní o Sant Serni.
D'aquesta construcció avui sols en resta una paret, entre dues cases, del tipus anomenat «lligada de gavatx» (feta amb carreus allargassats i regulars) i el nom que va passar a la casa que es va construir damunt: «Cal Serni».

## La capella de Santa Cecília
En el terme d'Estamariu, dalt de la muntanya, hi ha les restes d'una antiga ermita de Santa Cecília (documentada pels avis de la població), sols en resten les bases de les parets. Lloc de romiatge, el dia de la Santa, s'hi celebrava una missa i s'acabava la festa compartint un tall de coca i una presa de xocolata.

## El monestir de Sant Andreu de la Quera
En estat ruïnós, les restes d'aquest monestir romànic de Sant Andreu de la Quera són situades en una balma pròxima a la Quera Vella. El camí que hi duu és un corriol que surt d'un revolt de la pista que va de Torres d'Alàs a Sorri i planeja per sota de les cingleres.
El monestir va ser probablement fundat el 855 o el 912. Constava de l'església, arraulida sota d'una cinglera per sobre el riu Segre i de la qual es conserva part de l'absis romànic, una cambra mig excavada al seu davant, possible refugi de l'eremita primitiu, la casa monàstica de reduïdes dimensions i una font. En el passat havia estat identificat com a Sant Vicenç de Pinsent, però Cebrià Baraut va identificar el lloc de Pinsent a la part baixa de la cinglera, prop del riu Segre.

## Els «colomars» d'Estamariu

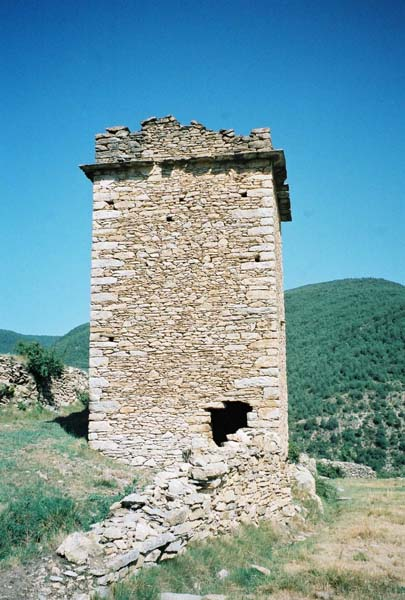
Un dels colomars d'Estamariu.

Hi ha restes de cinc colomars (colomers o palomeres) a Estamariu. En força bon estat el que és al camp anomenat de Cal Ramonet. El que és a Cal Sovei ha estat reconvertit i és una part més de la casa. El que és al camp de Ca l'Osti, en molt mal estat, presenta un arc de mig punt a la porta, amb dovelles de pedra tosca. El que hi havia a Ca l'Escuder, a la casa vella de dins el nucli del poble i en molt mal estat, va ser derruït l'estiu de 1994. A Ca l'Escuder, també, però a la casa als afores del poble, hi ha unes restes d'un altre colomar.
Algunes d'aquestes construccions eren torres de guaita camuflades. Segurament eren senyal de defensa dels atributs dels homes lliures i distintiu de no dependre de cap senyor.

## Els ponts romànics d'Estamariu

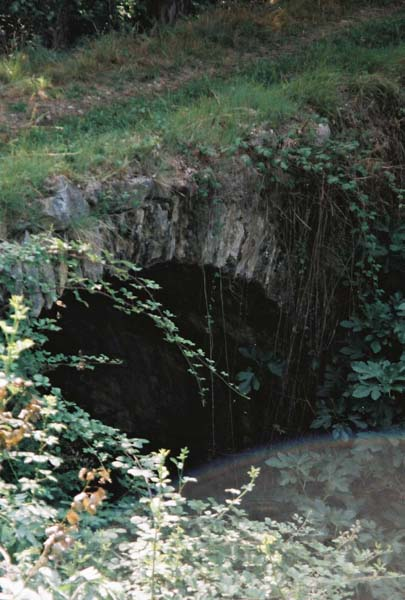
Pont romànic a l'antic molí d'Estamariu

En el terme d'Estamariu hi ha dos ponts romànics que travessen el riu de Bescaran, un al costat del molí (ara en estat ruïnós). Sembla que era un dels més importants de la zona. Des del seminari, pujaven a moldre la collita d'olives.